# Тарск (Восточно-Казахстанская область)
Тарск (каз. Тар) — упразднённое село в Бородулихинском районе Восточно-Казахстанской области Казахстана. Упразднено в 2019 г. Входило в состав Бакинского сельского округа. Код КАТО — 633837700.

## Население
В 1999 году население села составляло 117 человек (63 мужчины и 54 женщины). По данным переписи 2009 года, в селе проживало 67 человек (36 мужчин и 31 женщина).